# Vincenza Sicari
Vincenza Sicari (Lodi, 19 marzo 1979) è un'ex mezzofondista e maratoneta italiana.
Nel 2008 prese parte ai Giochi olimpici di Pechino, dove arrivò ventinovesima nella maratona. Il suo miglior risultato internazionale (senza contare le maratone del circuito IAAF) lo ottenne ai Giochi del Mediterraneo del 2005 quando si classificò sesta nei 10 000 metri.
Dal 2013 si è progressivamente ritirata dall'attività agonistica per un riferito problema di motilità degli arti inferiori. Operata nel 2015 per una rara neoplasia del timo, viene negli anni successivi sottoposta a trattamento sanitario obbligatorio nel sospetto di un disturbo psichiatrico compatibile con la sindrome di Münchhausen.

## Progressione

### Mezza maratona
| Stagione | Risultato | Luogo   | Data       | Rank. Mond. |
| -------- | --------- | ------- | ---------- | ----------- |
| 2009     | 1h13'04"  | Cremona | 18-10-2009 |             |
| 2008     | 1h10'21"  | Ostia   | 24-2-2008  |             |
| 2007     | 1h11'12"  | Udine   | 14-10-2007 |             |
| 2006     | 1h15'26"  | Arezzo  | 29-10-2006 |             |
| 2005     | 1h12'39"  | Milano  | 10-4-2005  |             |
| 2004     | 1h13'42"  | Napoli  | 9-3-2004   |             |

## Palmarès
| Anno | Manifestazione              | Sede          | Evento         | Risultato | Prestazione | Note |
| ---- | --------------------------- | ------------- | -------------- | --------- | ----------- | ---- |
| 1998 | Mondiali di cross           | Marrakech     | Corsa juniores | 69ª       | 22'20"      |      |
| 2001 | Europei di cross            | Thun          | Corsa lunga    | 55ª       |             |      |
| 2003 | Mondiali di cross           | Losanna       | Corsa breve    | 51ª       | 13'50"      |      |
| 2004 | Mondiali di mezza maratona  | Nuova Delhi   | Mezza maratona | 34ª       | 1h17'30"    |      |
| 2005 | Mondiali di cross           | Saint-Galmier | Corsa lunga    | 40ª       | 29'22"      |      |
| 2005 | Giochi del Mediterraneo     | Almería       | 10 000 metri   | 6ª        | 33'53"17    |      |
| 2005 | Mondiali di mezza maratona  | Edmonton      | Mezza maratona | 31ª       | 1h14'33"    |      |
| 2007 | Mondiali di corsa su strada | Udine         | Mezza maratona | 24ª       | 1h11'12"    |      |
| 2008 | Giochi olimpici             | Pechino       | Maratona       | 29ª       | 2h33'31"    |      |

## Campionati nazionali
- 1 volta campionessa italiana assoluta dei 10 000 metri (2004)

1998
- Bronzo ai campionati italiani juniores, 5000 m piani - 16'58"43

1999
- 9ª ai campionati italiani assoluti indoor, 3000 m piani - 9'59"68
- 8ª ai campionati italiani promesse, 1500 m piani - 4'47"01

2000
- 4ª ai campionati italiani promesse, 1500 m piani - 4'33"06

2001
- Bronzo ai campionati italiani assoluti, 5000 m piani - 16'25"07
- Argento ai campionati italiani promesse, 5000 m piani - 16'19"64
- Bronzo ai campionati italiani promesse, 1500 m piani - 4'26"25

2002
- 6ª ai campionati italiani assoluti, 10000 m piani - 34'15"54
- 7ª ai campionati italiani assoluti, 5000 m piani - 16'19"92

2003
- Bronzo ai campionati italiani assoluti, 10000 m piani - 33'28"44
- Bronzo ai campionati italiani assoluti, 5000 m piani - 16'08"68
- Argento ai campionati italiani assoluti indoor, 3000 m piani - 9'21"73

2004
- Oro ai campionati italiani assoluti di atletica leggera, 10 000 metri - 33'50"50
- Bronzo ai campionati italiani assoluti indoor, 3000 m piani - 9'23"50
- Bronzo ai campionati italiani di maratonina - 1h13'42"

2005
- 4ª ai campionati italiani assoluti, 5000 m piani - 16'22"01

2006
- Bronzo ai campionati italiani assoluti, 10000 m piani - 33'51"64

## Altre competizioni internazionali
2004
- Oro al Meeting Internazionale Città di Velletri ( Velletri, 3000 metri piani - 9'23"52

2005
- Argento alla Stramilano ( Milano) - 1h12'39"

2006
- Oro alla Maratona di Firenze ( Firenze), 2h34'52"
- Bronzo alla Maratona d'Italia ( Carpi) - 2h37'00"

2007
- Oro alla Maratona di Firenze ( Firenze), 2h33'14"
- Oro alla Padova Marathon ( Padova) - 2h30'35"
- 5ª alla Stramilano ( Milano) - 1h12'15"
- 4ª alla Roma-Ostia ( Roma) - 1h12'02"

2008
- 5ª in Coppa Europa ( Annecy), 5000 m piani - 16'00"30
- Oro alla Maratona di Torino ( Torino) - 2h29'52"
- Argento alla Roma-Ostia ( Roma) - 1h10'21"

2009
- 5ª alla Stramilano ( Milano) - 1h13'31"